# Patrick Gonin
Patrick Gonin (né le 23 mai 1957 à Paris en France) est un ancien pilote de course automobile français qui a participé à des épreuves d'endurance aux mains de voitures de Grand Tourisme ou de Sport-prototype dans des championnats tels que le Championnat du monde des voitures de sport ainsi que les 24 Heures du Mans,.
Il est actuellement gérant de "Formule Nouvelle", agence événementielle en marketing sportif, spécialisée dans le sport automobile,.

## Palmarès

### Résultats aux24 Heures du Mans
| Année | Écurie                                | Copilotes                            | Voiture         | Classe | Tours | Pos.  | Class Pos. |
| ----- | ------------------------------------- | ------------------------------------ | --------------- | ------ | ----- | ----- | ---------- |
| 1983  | Raymond Boutinaud (de)                | Raymond Boutinaud (de) Alain le Page | Porsche 928S    | B      | 234   | N. c. | N. c.      |
| 1985  | Jean-Philippe Grand ( Graff Racing)   | Pascal Witmeur Pierre de Thoisy      | Rondeau M482    | C1     | 143   | Abd.  | Abd.       |
| 1987  | Italya Sports ( Richard Lloyd Racing) | Anders Olofsson Alain Ferté          | March 86        | C1     | 86    | Abd.  | Abd.       |
| 1989  | Courage Compétition                   | Bernard de Dryver Bernard Santal     | Cougar C22LM    | C1     | 168   | Abd.  | Abd.       |
| 1990  | Porsche Kremer Racing                 | Philippe Alliot Bernard de Dryver    | Porsche 962 CK6 | C1     | 319   | 16e   | 16e        |
| 1991  | Automobiles Louis Descartes           | Philippe de Henning Luigi Taverna    | ALD C91         | C1     | 16    | Abd.  | Abd.       |
| 1992  | Welter Racing                         | Didier Artzet Pierre Petit           | WR LM92         | C4     | 42    | Abd.  | Abd.       |
| 1993  | Welter Racing                         | Bernard Santal Alain Lamouille (pl)  | WR LM93         | C3     | 268   | 24e   | 1er        |
| 1994  | Welter Racing                         | Pierre Petit                         | WR LM93         | LMP2   | 104   | Abd.  | Abd.       |
| 1995  | Welter Racing                         | Pierre Petit Marc Rostan             | WR LM94         | LMP2   | 33    | Abd.  | Abd.       |
| 1996  | Welter Racing                         | Pierre Petit Marc Rostan             | WR LM96         | LMP2   | 221   | Abd.  | Abd.       |

### Résultats auChampionnat du monde des voitures de sport
| Année | Écurie                      | Châssis | Moteur                      | Classe | 1   | 2   | 3   | 4        | 5   | 6         | 7        | 8   | Total points | Classement |
| ----- | --------------------------- | ------- | --------------------------- | ------ | --- | --- | --- | -------- | --- | --------- | -------- | --- | ------------ | ---------- |
| 1991  | Automobiles Louis Descartes | ALD C91 | Ford Cosworth 3,5 l V8 Atmo | C1     | SUZ | MON | SIL | LMS Abd. | NUR | MAG N. c. | MEX Abd. | AUT | 0            |            |